# Arquino
Arquino (griego Ἀρχῖνος) fue un político democrático ateniense, que ejerció un sustancial influencia entre la restauración de la democracia en 403 a. C. y el comienzo de la guerra de Corinto en 395 a. C. En los primeros días de la democracia restaurada, actuó para quitar fuerza a los oligarcas exiliados en Eleusis terminando el período durante el que los ciudadanos podían registrarse para emigrar a Eleusis antes de la anunciada fecha final. Parece haber defendido una política democrática moderada, oponiéndose a las mociones para extender la ciudadanía y restituir los niveles de sueldo por los servicios civiles que habían sido tipificados en los gloriosos días de la democracia de Pericles.
Arquino, también se ha dicho, motivó la adopción oficial por Atenas de las 24 letras del alfabeto jónico en 403/2 (Suda, Σαμίων ὁ δῆμος).